# Cieśle (województwo dolnośląskie)

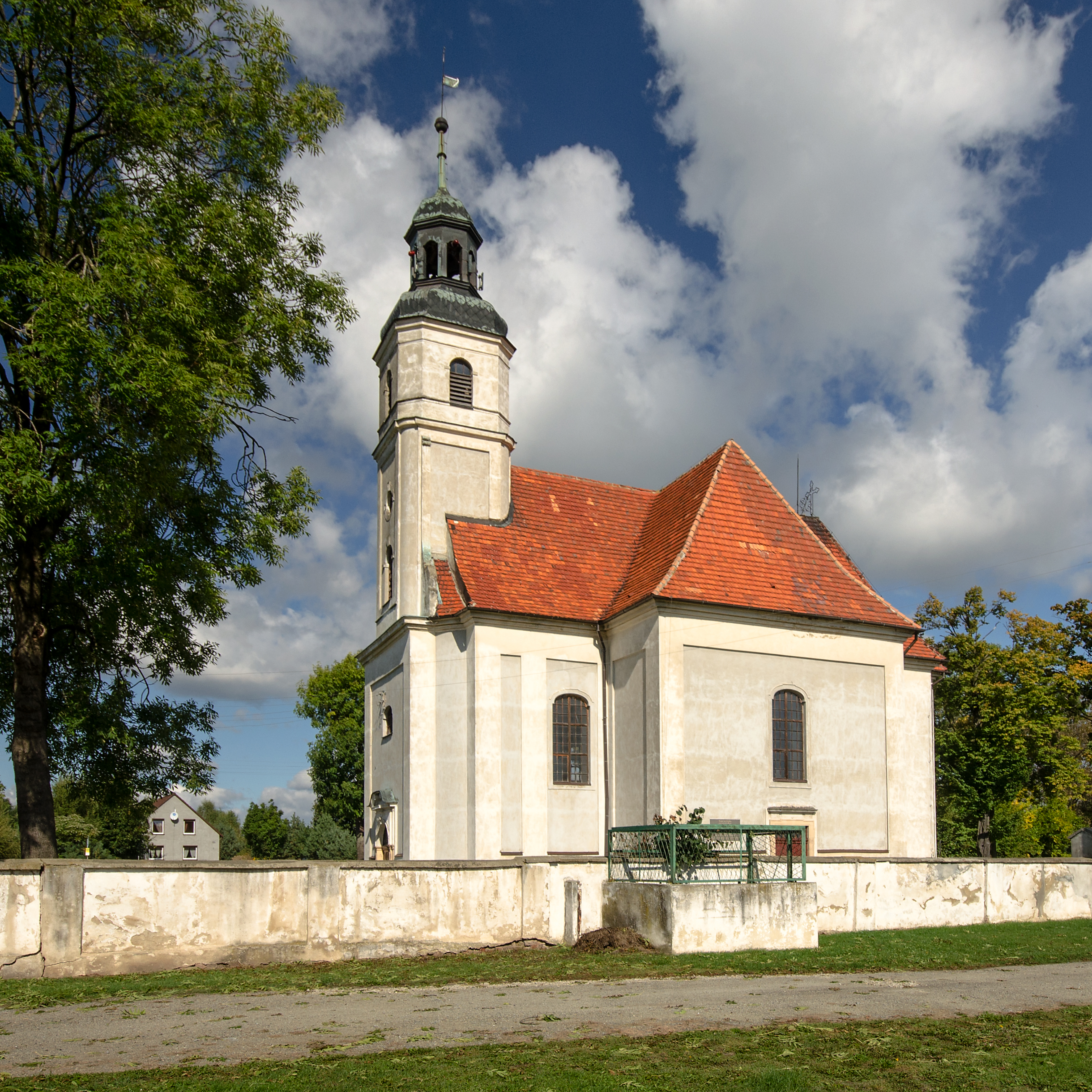
Kościół Matki Boskiej Tuchowskiej

Cieśle (niem. Zessel) – wieś w Polsce położona w województwie dolnośląskim, w powiecie oleśnickim, w gminie Oleśnica.
W latach 1954–1969 wieś należała do gromady Sokołowice, po przeniesieniu siedziby i zmianie nazwy gromady, należała i była siedzibą władz gromady Cieśle. W latach 1975–1998 miejscowość administracyjnie należała do województwa wrocławskiego.
Na terenie miejscowości znajdują się przedsiębiorstwa działające w branżach: transportowej, budownictwa drogowego, budownictwa lądowego oraz branży hotelowej. Główną działalnością jest rolnictwo i produkcja ryb hodowlanych.

## Nazwa
Nazwa miejscowości należy do grupy nazw patronomicznych i pochodzi od staropolskiego imienia założyciela miejscowości Czesława. Imię to złożone z członów Cza- (ps. *čajati : čati - "spodziewać się, oczekiwać", jak w Czabor) i -sław ("sława") oznacza "tego, który oczekuje sławy". Heinrich Adamy w swoim dziele o nazwach miejscowości na Śląsku wydanym w 1888 roku we Wrocławiu wymienia jako najstarszą zanotowaną nazwę miejscowości Cesslawicz podając jej znaczenie "Dorf des Ceslaw" czyli po polsku "Wieś Czesława".
W księdze łacińskiej Liber fundationis episcopatus Vratislaviensis (pol. Księga uposażeń biskupstwa wrocławskiego) spisanej za czasów biskupa Henryka z Wierzbna w latach 1295–1305 miejscowość wymieniona jest w zlatynizowanej formie Czessel.

## Zabytki
Do wojewódzkiego rejestru zabytków wpisany jest:
- kościół ewangelicki, obecnie rzymskokatolicki filialny pw. Matki Boskiej Tuchowskiej. Orientowany, murowany, na planie krzyża greckiego, nakryty dachami dwuspadowymi [9]. W barokowym ołtarzu główny świątyni umiejscowiony jest obraz Matki Boskiej Tuchowskiej z ok. 1920 r., przywieziony do kościoła po 1945 r.[10].

## Znane osoby związane z miejscowością
- Rudolf von Scheliha (1897–1942) – urodził się w Cieślach, dyplomata niemiecki
- August Ludwig von Nostitz (1777–1866) – urodził się w Cieślach, pruski generał